# Seven Deadly Sins
Seven Deadly Sins (jap. 七つの大罪 Nanatsu no taizai) – manga autorstwa Nakaby Suzukiego, publikowana w magazynie „Shūkan Shōnen Magazine” nakładem wydawnictwa Kōdansha od października 2012 do marca 2020. Całość składa się łącznie z 41 tomów. 
Na jej podstawie studio A-1 Pictures stworzyło dwa sezony anime, cztery odcinki specjalne oraz film kinowy: Prisoners of the Sky. Studio Deen wyprodukowało dwa kolejne sezony anime oraz drugi film kinowy: Cursed by Light. Trzeci film kinowy, Grudge of Edinburgh, został wyprodukowany przez studia Alfred Imageworks i Marvy Jack. 
Mangę wydaje w Polsce wydawnictwo Studio JG pod tytułem Seven Deadly Sins. Premiera anime w polskiej wersji językowej miała miejsce 20 października 2017 roku na platformie Netflix pod tytułem The Seven Deadly Sins.

## Fabuła
Głównym bohaterem serii jest Meliodas, lider Siedmiu Grzechów Głównych (jap. 七つの大罪 Nanatsu no taizai) – grupy utworzonej przez króla Liones dziesięć lat przed akcją serii. W czasie serii krajem rządzą Święci Rycerze, którzy mieli dokonać zamachu stanu i obarczyć winą Siedem Grzechów Głównych. Córka obalonego króla, Elizabeth Liones, po spotkaniu z Meliodasem, wyrusza z nim w podróż, by odnaleźć pozostałą szóstkę.

## Bohaterowie
- Meliodas (jap. メリオダス Meriodasu)

Seiyū: Yūki Kaji (japoński), Krzysztof Plewako-Szczerbiński (polski)
- Elizabeth (jap. エリザベス Erizabesu)

Seiyū: Sora Amamiya (japoński), Bożena Furczyk (polski)
- Hawk (jap. ホーク Hōku)

Seiyū: Misaki Kuno (japoński), Brygida Turowska (polski)
- Ban (jap. バン Ban)

Seiyū: Tatsuhisa Suzuki (japoński), Jakub Szydłowski (polski)
- Diane (jap. ディアンヌ Dianu)

Seiyū: Aoi Yūki (japoński), Marta Kurzak (polski)
- King (jap. キング Kingu)

Seiyū: Jun Fukuyama (japoński), Michał Podsiadło (polski)
- Merlin (jap. マーリン Mārin)

Seiyū: Maaya Sakamoto (japoński), Małgorzata Lalowska (polski)
- Gowther (jap. ゴウセル Gōseru)

Seiyū: Yūhei Takagi (japoński), Karol Jankiewicz (polski)

## Manga
Seria była publikowana w magazynie „Shūkan Shōnen Magazine” od 10 października 2012 do 25 marca 2020. Wydawnictwo Kōdansha zebrało jej rozdziały w 41 tankōbonach, które były wydawane od 15 lutego 2013 do 15 maja 2020.
W Ameryce Północnej manga ukazała się nakładem wydawnictwa Kodansha USA. 16 lutego 2019 wydanie serii w Polsce ogłosiło wydawnictwo Studio JG, natomiast premiera miała miejsce 26 kwietnia tego samego roku podczas festiwalu Pyrkon.
27 stycznia 2021 Nakaba Suzuki rozpoczął pracę na sequelem serii zatytułowanym Four Knights of the Apocalypse.

## Anime
W kwietniu 2014 w 20. numerze „Shūkan Shōnen Magazine” ogłoszono, że manga zostanie zaadaptowana na serial anime. Ekipa produkcyjna została ujawniona w połączonym numerze 36/37 z tego samego roku: za produkcję odpowiadało studio A-1 Pictures, reżyserią zajął się Tensai Okamura, scenariusz napisał Shōtarō Suga, projekty postaci przygotował Keigo Sasaki, a muzykę skomponowali Hiroyuki Sawano i Takafumi Wada. 24-odcinkowa seria była emitowana na antenach MBS, TBS i innych stacjach JNN od 5 października 2014 do 29 marca 2015.
Nowa seria telewizyjna została zapowiedziana 27 września 2015. Później ujawniono, że będą to 4 odcinki specjalne z oryginalną historią autorstwa Nakaby Suzukiego, zatytułowane The Seven Deadly Sins: Ślady Świętej Wojny (jap. 七つの大罪 聖戦の予兆 Nanatsu no taizai: Seisen no shirushi). Emisja miała miejsce od 28 sierpnia do 18 września 2016 na kanałach MBS i TBS. Produkcją ponownie zajęło się studio A-1 Pictures, za reżyserię odpowiadał Tomokazu Tokoro, a scenariusz napisała Yuniko Ayana. Projekty postaci przygotował Keigo Sasaki, a muzykę skomponowali Hiroyuki Sawano i Takafumi Wada.
Drugi sezon, zatytułowany The Seven Deadly Sins: Odrodzenie Przykazań (jap. 七つの大罪 戒めの復活 Nanatsu no taizai: Imashime no fukkatsu), ogłoszono podczas wydarzenia „Nanatsu no taizai FES” w lipcu 2017. Sezon ten był emitowany od 13 stycznia do 30 czerwca 2018 i liczył 24 odcinki. Jōji Furuta objął stanowisko reżysera, zastępując Tensaia Okamurę, natomiast Takao Yoshioka przejął rolę scenarzysty po Shōtarō Sudze. Pozostali kluczowi członkowie zespołu produkcyjnego powrócili na swoje stanowiska.
W trzecim sezonie zmianie uległo studio animacji; produkcją zajęło się Studio Deen, za reżyserię odpowiadał Susumu Nishizawa, a za scenariusz Rintarō Ikeda. Hiroyuki Sawano, Kōta Yamamoto i Takafumi Wada powrócili jako kompozytorzy muzyki. Sezon, zatytułowany The Seven Deadly Sins: Imperialny Gniew Bogów (jap. 七つの大罪 神々の逆鱗 Nanatsu no taizai: Kamigami no gekirin), był emitowany przez od 9 października 2019 do 25 marca 2020 na kanałach TV Tokyo i BS TV Tokyo, licząc 24 odcinki.
Premiera czwartego sezonu, zatytułowanego The Seven Deadly Sins: Smoczy Rozsądek (jap. 七つの大罪 憤怒の審判 Nanatsu no taizai: Funnu no shinpan), pierwotnie była zaplanowana na październik 2020, jednak z powodu pandemii COVID-19 została opóźniona do stycznia 2021. Specjalny program celebrujący „urok” serialu anime został wydany 6 stycznia 2021, a czwarty sezon był emitowany od 13 stycznia do 23 czerwca 2021, ponownie licząc 24 odcinki. Główna ekipa produkcyjna oraz obsada z poprzedniego sezonu powróciły do prac nad serialem.

### OVA
OVA zatytułowana Ban no bangai-hen (jap. バンの番外編) została dołączona do limitowanej edycji 15. tomu mangi, wydanego 17 czerwca 2015. Druga OVA, składająca się z 9 humorystycznych krótkich odcinków, została wydana wraz z limitowaną edycją 16. tomu mangi, który ukazał się 12 sierpnia 2015.

### Filmy
Film anime zatytułowany The Seven Deadly Sins the Movie: Prisoners of the Sky miał swoją premierę w japońskich kinach 18 sierpnia 2018. Za produkcję odpowiadało studio A-1 Pictures, reżyserem został Yasuto Nishikata, a funkcję głównego reżysera pełnił Noriyuki Abe. Scenariusz do filmu napisał Makoto Uezu, opierając się na oryginalnej historii stworzonej przez Nakabę Suzukiego.
Drugi film anime, zatytułowany The Seven Deadly Sins: Cursed by Light, miał premierę 2 lipca 2021. Stanowisko reżysera objął Takayuki Hamana, scenariusz napisał Rintarō Ikeda, a animacją zajęło się Studio Deen.
Podczas wirtualnego wydarzenia „Festival Japan” zorganizowanego przez serwis Netflix w listopadzie 2021 zapowiedziano dwuczęściowy film anime zatytułowany The Seven Deadly Sins: Grudge of Edinburgh. Fabuła filmu koncentruje się na synu Meliodasa, Tristanie Lionesie. Bob Shirahata pełnił rolę reżysera, Noriyuki Abe został reżyserem nadzorującym, a scenariusz napisał Rintarō Ikeda. Animację stworzyły studia Alfred Imageworks i Marvy Jack. Pierwsza część została wydana na platformie Netflix 20 grudnia 2022, natomiast druga część miała swoją premierę 8 sierpnia 2023.

## Odbiór
W 2015 roku manga uzyskała nagrodę Kōdansha Manga w kategorii shōnen. Od rozpoczęcia wydawania, do stycznia 2015 sprzedano ponad 10 milionów egzemplarzy. W całym 2015 roku Seven Deadly Sins było drugą najlepiej sprzedającą się mangą, ustępując miejsca jedynie One Piece. Anime zajęło czwarte miejsce wśród najlepszych anime 2014 roku, wyróżnionych nagrodą Anime Grand Prix, magazynu Animage. Zarówno recenzenci, jak i redakcja polskojęzycznego czasopisma internetowego tanuki.pl ocenili anime jako 7/10. W 2014 roku manga była nominowana do nagrody Manga Taishō.